# コッサート
コッサート（伊: Cossato）は、イタリア共和国ピエモンテ州ビエッラ県にある、人口約15,000人の基礎自治体（コムーネ）。

## 地理

### 位置・広がり

#### 隣接コムーネ
隣接するコムーネは以下の通り。
- カンデーロ
- クアレーニャ・チェッレート (チェッレート・カステッロ、クアレーニャ)
- レッソーナ
- マッサッツァ
- モッタルチャータ
- ストローナ
- ヴァッレ・サン・ニコラーオ
- ヴィリアーノ・ビエッレーゼ

## 行政

### 分離集落
コッサートには、以下の分離集落（フラツィオーネ）がある。
Bertinotto, Castellazzo, Castellengo, Cerro, Lavino, Lorazzo, Masseria, Monteferrario, Parlamento, Ronco, Spolina, Bonardi, Mino, Corteggiano, Mora, Crolle

## 姉妹都市
- Neve Shalom、イスラエル